# 山崎周二
山﨑 周二（やまざき しゅうじ、1954年6月 - ）は、日本の実業家。元 全国農業協同組合連合会代表理事理事長。

## 人物・経歴
北海道大学経済学部卒業後、1978年全国農業協同組合連合会入会。2003年本所肥料農薬部総合課長。2005年本所肥料農薬部次長。2006年本所肥料農薬部長。2011年常務理事に昇格。2017年代表理事専務。2019年から代表理事理事長を務め、販売強化などの改革を進めた。